# Upper Shuckburgh
Upper Shuckburgh är en by i civil parish Upper and Lower Shuckburgh, i distriktet Stratford-on-Avon, i grevskapet Warwickshire i England. Byn är belägen 14 km från Rugby. Upper Shuckburgh var en civil parish fram till 1988 när blev den en del av Upper and Lower Shuckburgh. Civil parish hade 21 invånare år 1961.